# Håndtaske
En håndtaske er en mindre taske med håndtag, der normalt bruges af kvinder til at opbevare personlige genstande i. De kan være fremstillet i en lang række materialer som stof, læder, skind, plast, gummi eller metal og med pynt i form af print, perler og palietter, vævemønstre og lignende. Særligt fornemme håndtasker kan være dekoreret med ædelsten eller ædelmetal. De har ofte en lukning med lynlås, knapper eller lignende. Håndtasker kan bestå af ét stort rum eller være opdelt i et eller flere inden i, og de kan også have lommer på ydersiden.
Håndtasker bliver ofte designet af store designhuse og modeskabere, og bliver markedsført som en vigtig del af kvinders påklædning som modeaccessories. Som resultat heraf kan specielle håndtasker, der kun er fremstillet i ét eller ganske få eksemplarer blive solgt for meget store beløb. Således blev verdens dyreste håndtaske solgt på en auktion hos Christie's i Hong Kong i maj 2017 til $377.000. Tasken var fremstillet af det franske modehus Hermès i krokodilleskind og med 245 diamanter på.